# Thinobius teres
Thinobius teres är en skalbaggsart som först beskrevs av Henry Clinton Fall 1926.  Thinobius teres ingår i släktet Thinobius och familjen kortvingar. Inga underarter finns listade i Catalogue of Life.